# Troy Davis
Troy Anthony Davis (Savannah (Georgia), 9 ottobre 1968 – Contea di Butts, 21 settembre 2011) è stato un assassino statunitense condannato alla pena capitale nel 1991 e messo a morte il 21 settembre 2011, per l'omicidio di un agente di polizia, del quale si proclamò sempre innocente.

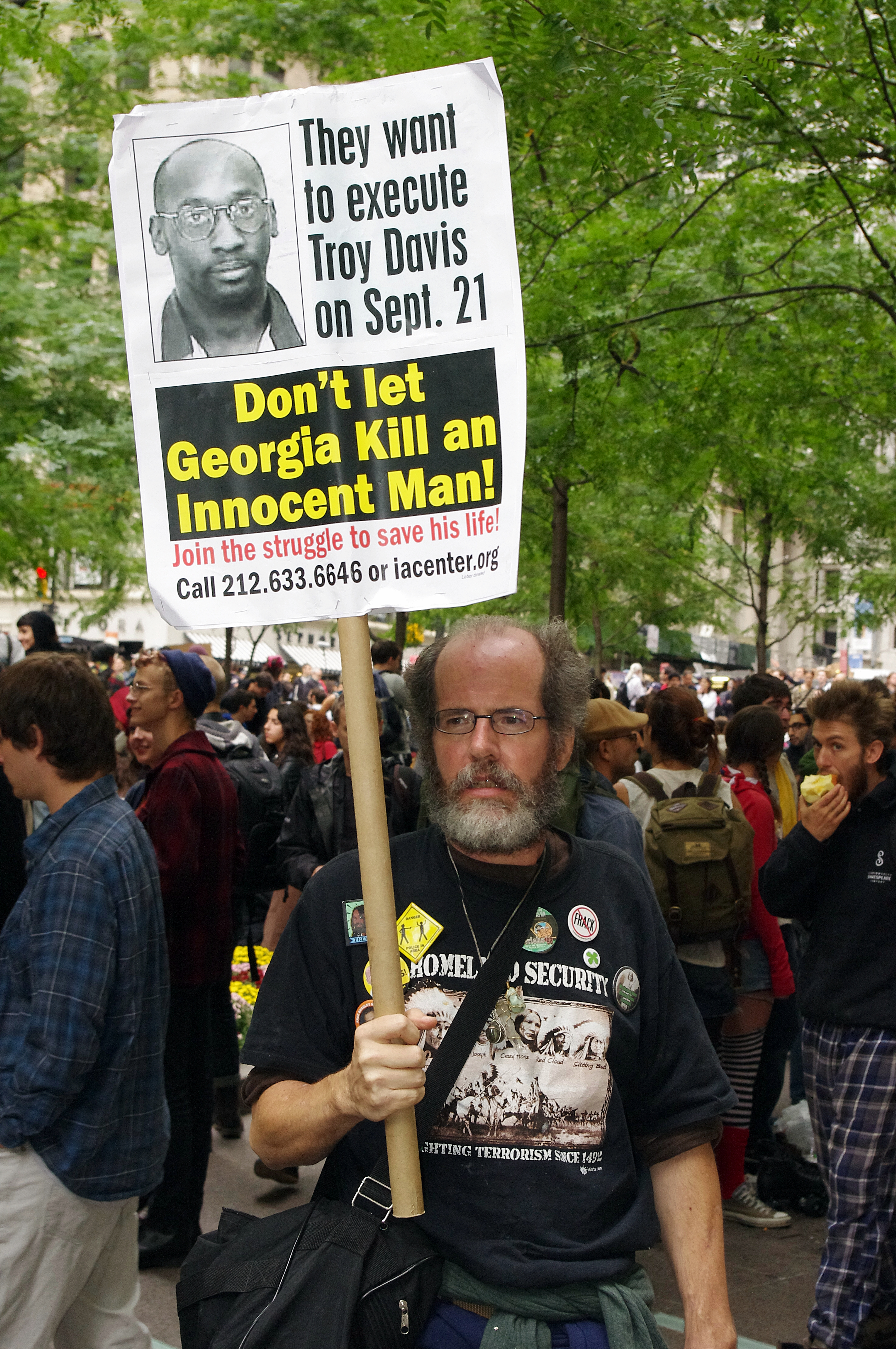
Protesta contro l'imminente esecuzione di Davis durante Occupy Wall Street; sul cartello una foto di Davis

Condannato nel 1989 per aver assassinato un agente di polizia, Mark Allen MacPhail, intervenuto a sedare una rissa a Savannah, in Georgia, la sentenza suscitò subito numerosi interrogativi, che portarono a rimandare l'esecuzione della pena di morte per circa vent'anni. L'arma del delitto non fu mai ritrovata, e non esisteva alcuna traccia di DNA che dimostrasse la presenza di Davis sulla scena del delitto.
Sebbene l'arma del delitto non sia mai stata recuperata, un rapporto di balistica forense mostrato al processo collegò i proiettili recuperati sulla scena del delitto con quelli di un'altra sparatoria, della quale Davis era anche accusato.
Dopo la fine del processo, sette dei nove testimoni chiave ritrattarono la loro deposizione, affermando di aver subito forti pressioni da parte della polizia.
Nel 2007 il Comitato per la grazia della Georgia, chiamato a pronunciarsi sul caso, espresse forti dubbi, raccomandando di non procedere all'esecuzione «qualora vi fossero dubbi sulla colpevolezza dell'accusato». Nel 2011 il Comitato ribaltò la propria sentenza, negando la grazia all'accusato e dando così il via libera alla condanna a morte. Dal 2007 ebbe luogo una forte mobilitazione in difesa di Davis. In nome della sua innocenza fu promossa una campagna di firme, che raccolse anche l'adesione dell'ex Presidente degli Stati Uniti d'America Jimmy Carter. A nulla valse la mobilitazione di diverse associazioni, tra cui Amnesty International: Troy Davis fu messo a morte tramite iniezione letale il 21 settembre 2011.
(Troy Davis, da una sua lettera scritta poco prima di entrare nella camera della morte)